# Manuel Nieto Cumplido
Manuel Nieto Cumplido (Palma del Río, 10 de agosto de 1935-Córdoba, 18 de noviembre de 2021) fue un sacerdote e historiador español además de canónigo archivero de la Mezquita-Catedral de Córdoba.

## Biografía
Nació en Palma del Río, España, en 1935, y su infancia transcurrió en su pueblo natal, donde además realizó sus primeros estudios. A los once años ingresó en el Seminario de San Pelagio de Córdoba, y en 1959 fue ordenado sacerdote y nombrado coadjutor de Peñarroya-Pueblonuevo, de donde posteriormente sería párroco.
En 1966 fue trasladado a Córdoba, y posteriormente obtuvo la licenciatura en Filosofía y Letras (sección de Historia) en la Universidad de Granada. Posteriormente, en la década de los ochenta, obtuvo el doctorado en Historia de la Iglesia en la Pontificia Universidad Gregoriana de Roma.
El 12 de junio de 1971 fue nombrado académico de número en la Sección de Historia de la Real Academia de Ciencias, Bellas Letras y Nobles Artes de Córdoba, y un año después, obtuvo por oposición la plaza de canónigo archivero de la Mezquita-Catedral de Córdoba, pasando también entonces a ser el director del Archivo General del Obispado de Córdoba y posteriormente del Museo Diocesano de Córdoba. También fue profesor en el Seminario Mayor de San Pelagio, en la Escuela de Magisterio de la Iglesia de Córdoba y en el Centro Bíblico “Santa María Madre de la Iglesia”.
También fue el representante de la iglesia andaluza en la comisión mixta Junta de Andalucía-Iglesia Católica, para todo lo concerniente al patrimonio artístico y monumental de la Iglesia, y director del Secretariado para el Patrimonio Cultural, y entre finales de los años setenta y principios de los ochenta fue el Delegado Provincial de Cultura. Y también fue el secretario perpetuo entre los setenta y los ochenta de la Real Academia de Córdoba. Y además de ser miembro de esta última, también lo es de la Real Academia de Cádiz, de la de Santa Isabel de Hungría de Sevilla, de la Real Academia de Extremadura y del Instituto de Estudios Giennenses.
Fue el primer pregonero en honor de su Patrona, Nuestra Señora de Belén, en los pregones del santuario en 1982.
La mayor parte de su extensa producción bibliográfica ha girado en torno al patrimonio histórico-artístico de la provincia de Córdoba, a la Edad Media cordobesa y a la catalogación de archivos.

## Vida privada
En julio de 2024, dos años después de su fallecimiento, una prueba de paternidad ratificó que Nieto Cumplido tuvo un hijo durante su etapa de sacerdote en Peñarroya-Pueblonuevo, nacido en 1964. 

## Obras
- Islam y cristianismo. Monte de Piedad y Caja de Ahorros de Córdoba, 1984. ISBN 84-7580-127-7
- Historia de la Iglesia en Córdoba: Reconquista y Restauración (1146-1326). Publicaciones del Monte de Piedad y Caja de Ahorros de Córdoba. Córdoba. 1991. 978-84-7959-009-3
- Nuestra Señora de la Estrella, patrona de Villa del Río: historia y documentos .Manuel Nieto Cumplido y María de los Ángeles Raya Raya. Ayuntamiento de Villa del Río. 1995. ISBN 84-8154-978-9
- La persecución religiosa en Córdoba, 1931-1939. Manuel Nieto Cumplido y Luis Enrique Sánchez García . Deán y Cabildo de la Santa Iglesia Catedral de Córdoba. Córdoba. 1998. ISBN 84-605-7159-9
- Córdoba: patrimonio de santidad. Cabildo de la Santa Iglesia Catedral de Córdoba. Córdoba. 2004. ISBN 84-609-2640-0
- Palma del Río en la Edad Media (855-1503): Señorío de Bocanegra y Portocarrero. Archivo Catedral de Córdoba. Córdoba. 2004. ISBN 84-609-2642-7
- La Catedral de Córdoba. Publicaciones de la Obra social y cultural de Cajasur. Córdoba. 2007. 978-84-7959-652-1